# Svend Gønges Hule

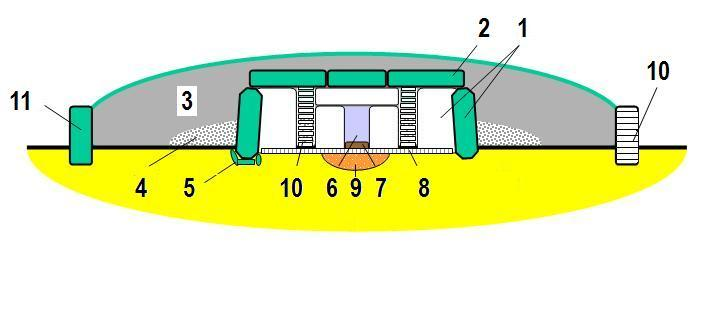
Schema Ganggrab (Querschnitt) 1=Trag-, 2= Deckstein, 3=Erdhügel, 4=Dichtung, 5=Verkeilsteine, 6=Zugang, 7= Schwellenstein. 8=Bodenplatten, 9=Unterbodendepots, 10=Zwischenmauerwerk 11=Randsteine

Das kleine Ganggrab Svend Gønges Hule (deutsch „Sven Gønges Höhle“) liegt im Bønsvig Skov (Wald) an der Ostseite des Jungshoved in der Vordingborg Kommune auf der dänischen Insel Seeland. 
Es war bei seiner Entstehung, als Megalithanlage der Trichterbecherkultur (TBK), zwischen 3500 und 2800 v. Chr. weiter von der Küste entfernt als heute, wo es aufgrund der Landsenkung nur etwa 50 m vom Strand der Ostsee entfernt liegt. Das Ganggrab ist eine Bauform jungsteinzeitlicher Megalithanlagen, die aus einer Kammer und einem baulich abgesetzten, lateralen Gang besteht. Diese Form ist primär in Dänemark, Deutschland und Skandinavien, sowie vereinzelt in Frankreich und den Niederlanden zu finden.

## Beschreibung

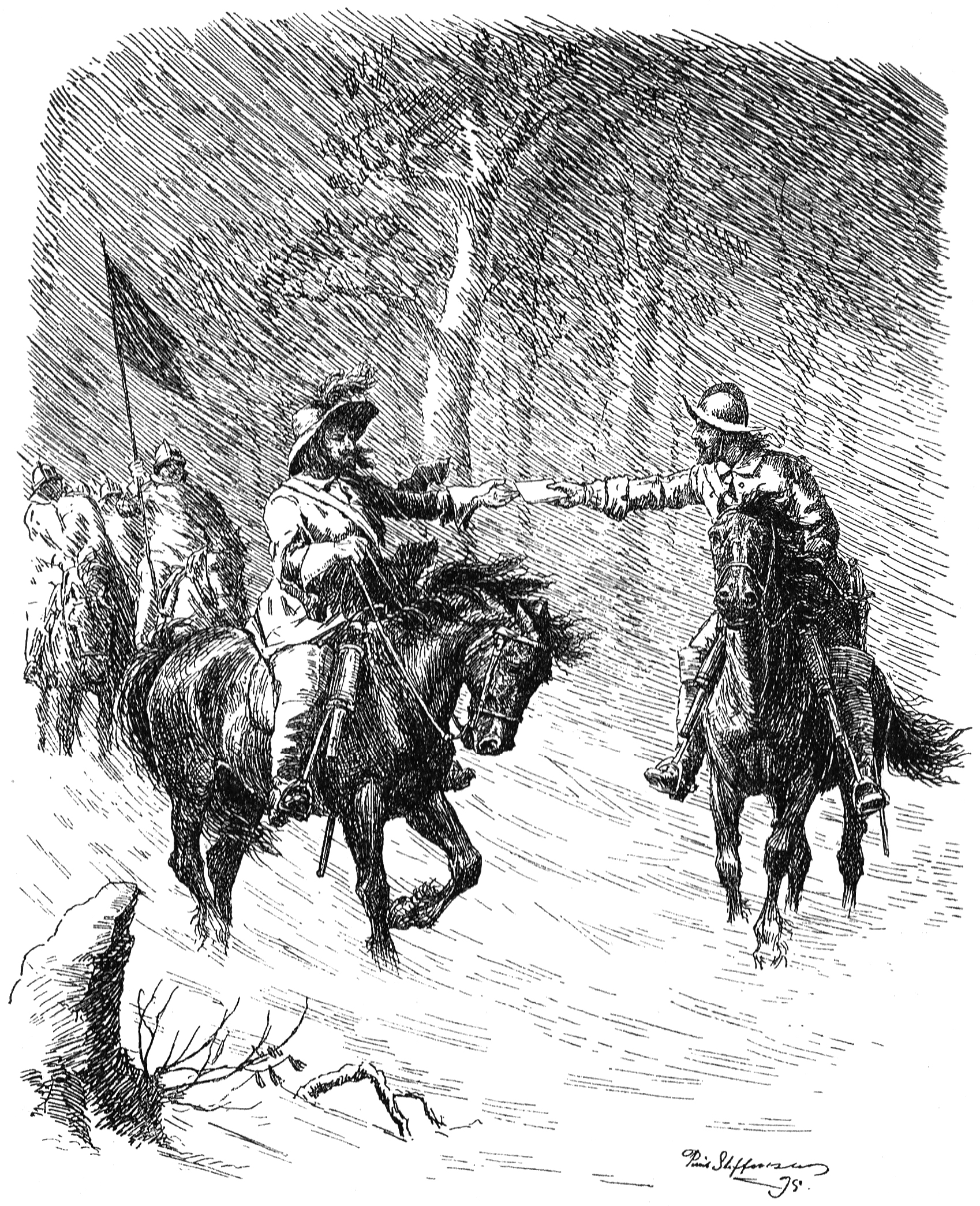
Svend Poulsen Gønge (rechts), als Schwede getarnt, lockt den schwedischen Oberst Sparre in einen Hinterhalt.

Das etwa drei mal zwei Meter große, Nordost-Südwest orientierte Ganggrab und sein südöstlich orientierter Gang wurden ursprünglich von einem runden Erdhügel bedeckt. Die Kammer ist im Vergleich zu den Ganggräbern von Damsholte (9 m), dem Jordehøj (10 m), beide auf Møn, dem Kong Asger Høj (10 m) auf Lolland und Listrup (14 m) auf Falster ungewöhnlich klein. Sie besteht aus acht Tragsteinen und einem der ursprünglichen (zwei oder drei) Decksteine, die die Decke bildeten. Der Stein ist offenbar mit Bedacht ausgewählt worden, da er sehr schöne rote Streifen im Granit hat. Vom Gang sind fünf Tragsteine erhalten, während alle (vermutlich drei) Decksteine fehlen. Am Rande stehen sechs Steine der ursprünglichen Hügeleinfassung. Es wird überliefert, dass die fehlenden Steine im Jahr 1830 für den Bau der Forststraße verwendet wurden, die am Ganggrab vorbeiführt.

## Funde
Das 1924 von Hans Kjaer (1873–1932) ausgegrabene Ganggrab wurde 1945 restauriert. Während der Ausgrabung wurden die typische Werkzeuge und Geräte der Trichterbecherkultur wie Beile und Meißel aus Feuerstein, Gefäßscherben und ein Felsbeil gefunden. Eine Streitaxt und Feuersteindolche bezeugen, dass das Ganggrab – wie es oft der Fall war – nachgenutzt wurde.

## Name

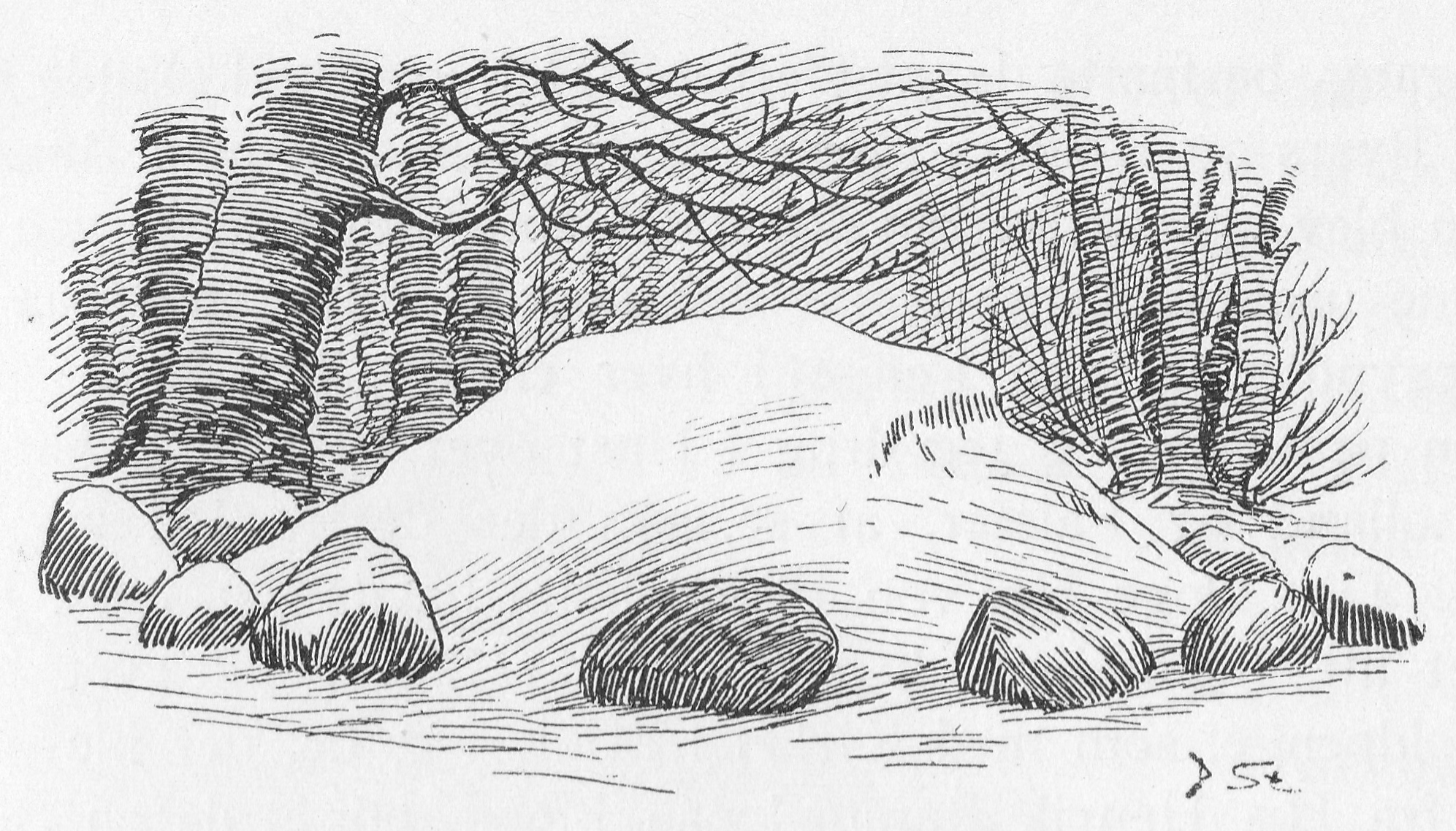
Illustration von Poul Steffensen aus dem Roman Gjøngehøvdingen (dt. Häuptling Gønge) von Carit Etlar

Der Name Svend Gønges Hule hat mit seiner alten Geschichte nichts zu tun. Die Namen der Anlagen entsprechen einer lokalen geographischen Ortsbezeichnung, einem geschichtlichen Ereignis oder einer Legende bzw. sind mit einem mythischen Königsnamen versehen. Der Name Svend Gønges Hule ist eine Mischung aus Fakten, Legenden und Traditionen. Svend Poulsen Gønge (1610–1679) oder „Gøngehøvdingen“ war eine der führenden Kräfte in den Dänisch-schwedischen Kriegen von 1657–1660. Seine Geschichte wurde 1853 in dem Roman „Gøngehøvdingen“ (dt. Häuptling Gønge) des dänischen Autors Carl Brosbøll (1816–1900) niedergeschrieben. Studien ergaben, dass Gønge von 1625 bis 1629 Soldat im Heer König Christians IV. war. In den schwedischen Kriegen 1657–79 war er unter  Friedrich III in Südseeland aktiv. Nach der Überlieferung versteckte sich Gønge in der Anlage vor den Schweden.